# أوزفالدو ليزا
أوزفالدو ليزا هو لاعب كرة قدم برازيلي، ولد في 23 سبتمبر 1966 في ريو دي جانيرو في البرازيل.